# Foncière-palota
A Foncière-palota (kiejtése IPA: [fɔ̃sjeʁ], kb.: /fonszjer/) egy Budapest VI. kerületi műemléki státusszal rendelkező palota.
Az Andrássy út 2. szám alatti épületet 1882-ben tervezte Feszty Adolf koraeklektikus stílusban, építtetője a Foncière Biztosító Társaság volt. Az épület kupolája a II. világháborúban elpusztult, és nem építették újjá. Viszont a korábban elpusztult Hermész-szobrot 1990-ben ismét visszahelyezték az épületre.